# پیتر دینزدیل
پیتر دینزدیل (انگلیسی: Peter Dinsdale; ۱۹ اکتبر ۱۹۳۸ – ۵ ژوئن ۲۰۰۴) بازیکن فوتبال اهل بریتانیا بود.
از باشگاه‌هایی که در آن بازی کرده‌است می‌توان به باشگاه فوتبال هادرزفیلد تاون و باشگاه فوتبال برافورد پارک آونیو اشاره کرد.